# Hrabroslav Volarič
Hrabroslav Volarič, slovenski skladatelj, * 14. november 1863, Kobarid, † 30. september 1895, Devin.

## Življenjepis
Volaričev oče je bil čevljar in godec. V ljudsko šolo je hodil Volarič v Kobaridu in nekaj časa tudi v Trstu. V Kobaridu je bil njegov učitelj Fr. Dominko, ki mu je Volarič kasneje posvetil potpourri pesmi za klavir. Že v ljudski šoli je bil Volaričev najljubši predmet glasba.
Po končani ljudski šoli se je vpisal na pripravljalnico za učiteljišče v Kobaridu. Tam je učil nadarjen glasbenik Srečko Carli, ki je Volariča učil glasbene teorije in igranja na klavir.
Pri petnajstih letih se je vpisal na učiteljišče v Kopru. Tam ga je učil Čeh Czastka, sicer organist v stolni cerkvi. Volarič je ogromno študiral, že takrat pa je tudi vodil pevski zbor, sestavljen iz njegovih sošolcev, in uril mlade v petju. Že na učiteljišču je tudi zložil mašo v latinščini.
31. julija 1882 je končal študij na učiteljišču in dobil službo začasnega podučitelja v Kobaridu, kjer je služil dve leti. Tam je učil nekaj predmetov tudi na pripravljalnici za učiteljišče in takrat spoznal svojo bodočo ženo, Franico Kokole. Zatem so ga poslali za eno leto kot začasnega pomožnega učitelja še v Tolmin, kjer je bil njegov svetovalec pri glasbenih zadevah eden najboljših kontrapunktistov takratnega časa Danilo Fajgelj.
Oktobra 1884 je Volarič v Kopru opravil učiteljski izpit in odšel iz Tolmina v Livek, kjer je opravljal službo učitelja. Tam je ostal eno leto in se 3. maja 1886 tam tudi poročil. Zatem je služil še v Kozani v Goriških brdih (6 let) in v Devinu (3 leta, tam je ostal do smrti). Večkrat je prosil za službo na Kranjskem, med drugim enkrat za mesto na Ljubljanskem barju, a so bile njegove prošnje zavrnjene.
Poleti 1895 je zbolel najprej za tifusom, nato pa še za pljučnico. 18. avgusta je na prigovarjanje prijatelja odšel za dva tedna v Kobarid in se 2. septembra vrnil hudo bolan. V šoli je bil samo 3. septembra, nato pa je obležal v postelji. Bolan je ležal pri polni zavesti, a malo govoril. Dva dni pred smrtjo se ni več zavedal in umrl 30. septembra 1895 ob poldne.
Imel je velik pogreb, na katerem so bili prisotni številni Devinčani, a malo njegovih stanovskih tovarišev, ker o pogrebu večinoma niso bili obveščeni. Po njegovi smrti so pri časopisu Soči nekaj časa zbirali prispevke za njegovo ženo in otroke, ki so bili gmotno v težkem položaju.
V Kobaridu stoji njegov doprsni kip, delo Borisa Kalina.

## Seznam del
Volarič je bil kvaliteten pevovodja in skladatelj. Največ je pisal vokalna in klavirska dela, skoraj vse posvetno. Verjetno njegovo najbolj uspešno delo je bila opereta Od železne ceste. Večkrat je pripomnil, da bi napisal še kakšno opereto ali opero, a ne dobi besedila.
| Op. | Naslov                                                         | Leto | Opombe                               |
| --- | -------------------------------------------------------------- | ---- | ------------------------------------ |
| 1   | Venec četveroglasnih pesmij                                    | 1884 |                                      |
| 2   | Pozdrav iz daljave, parafraza za klavir                        | 1885 |                                      |
| 3   | Slovenski svet, ti si krasan, pesem                            | 1885 |                                      |
| 4   | V domačem krogu, potpourri slovenskih narodnih pesmi za klavir | 1885 | posvečeno ravnatelju Fr. Dominku     |
| 5   | Narodne pesmi                                                  | 1887 |                                      |
| 6   | Gorski odmevi, četveroglasne pesmi                             | 1888 |                                      |
| 7   | Slovenske pesmi za sopran, alt, tenor in bas                   | 1891 | posvečeno Simonu Gregorčiču          |
| 8   | ?                                                              | ?    |                                      |
| 9   | Zvezdica, polka-mazurka za klavir                              | 1893 |                                      |
| 10  | Slovenske pesmi za štiri moške glasove                         | 1894 | posvečeno pevskemu društvu Nabrežina |